# Rhipsalideae
Le Rhipsalideae DC., 1828 sono una tribù della famiglia delle Cactacee (sottofamiglia Cactoideae).

## Descrizione
Le Rhipsalideae sono piante epifite o litofite, normalmente pendenti, raramente rampicanti o con arbusti. Il fusto è segmentato, arrotondato o piatto, le areole sono sommerse. I piccoli fiori nascono nelle parti laterali della pianta, sono diurni ma rimangono aperti anche la notte. I frutti, normalmente delle piccole bacche, sono carnosi.

## Distribuzione e habitat
Le piante di questa tribù sono originarie per lo più delle regioni orientali dell'America meridionale. Alcune specie si trovano anche nel centro e nord America. Una sola specie, Rhipsalis baccifera, è presente anche nel Vecchio mondo (Africa tropicale, Madagascar, Sri Lanka).

## Tassonomia
La tribù delle Rhipsalideae, descritta nel 1828 da Augustin Pyrame de Candolle, comprende i seguenti generi:
- Hatiora Britton & Rose
- Lepismium Pfeiff.
- Rhipsalidopsis Britton & Rose
- Rhipsalis Gaertn.
- Schlumbergera Lem.